# Гроэс, Лис
Анна Лисбет Гроэс (дат. Anne Lisbeth Groes; 2 ноября 1910 — 12 марта 1974), также известная как Лис Гроэс (дат. Lis Groes), — пионер в послевоенной датской социал-демократической политике. Будучи пятой женщиной, занявшей министерский пост в Дании, она была первой женщиной, ставшей министром торговли и промышленности (1953—1957). Активно участвуя в кампании за права женщин Гроэс возглавляла Датское женское общество (дат. Dansk Kvindesamfund) с 1958 по 1964 год.

## Биография
Анна Лисбет Гроэс родилась в Копенгагене 2 ноября 1910 года в семье педагога Сигне Андреа Тёрслефа и университетской преподавательницы П. Мадсен Линдегор. В Хадерслеве, в южной Ютландии, где её мать была директором школы, она активно участвовала в студенческой ассоциации. Когда ей было 18 лет, она выиграла конкурс датской газеты Politiken по ораторскому искусству. Призом за него была поездка в Вашингтон, столицу США. Там, представляя одну из 19 участвующих в конференции стран, она была единственной женщиной, обратившейся с речью к аудитории в 4000 человек.
Изучая политологию в Копенгагенском университете, Лисбет была активным членом студенческой ассоциации. В 1931 году она стала первой женщиной, возглавившей руководящий комитет организации. По окончании, получив степень кандидата политологии (cand.polit) в 1935 году, она устроилась в суд по страхованию инвалидности. В 1936 году она вышла замуж за своего коллегу-студента Эббе Гроэса и посвятила себя воспитанию девяти детей, которые появились у неё в течение следующих 14 лет.
Во время Второй мировой войны она стала президентом молодёжного кружка Датского женского общества, став членом его центрального комитет в 1943 году. После войны она помогала разрабатывать новую программу работы организации. В своей речи под названием «Цель женского движения» (Kvindesagens Maal), которую она представила на Конгрессе северных женщин в 1946 году, она высказалась в пользу большего уважения к вкладу женщины в семью. Она также боролась за улучшение отношений между работающими женщинами и домохозяйками.
С 1953 по 1957 год Гроэс была министром торговли и промышленности. В частности, она разработала законопроект о монополиях и соглашениях о ценообразовании, который был принят в 1955 году. В 1958 году Гроэс стала одним из ключевых сторонников прогресса в вопросах женщин и прав потребителей. С 1958 по 1964 год она была президентом Женского общества, где занималась как внутренними, так и международными вопросами, включая развитие прав женщин в Гренландии. Она также была членом Фолькетинга с 1960 по 1971 год.
Лис Гроэс умерла в Копенгагене 12 марта 1974 года и была похоронена на кладбище Мариебьерг в Гентофте.